# Virginia Museum of Fine Arts

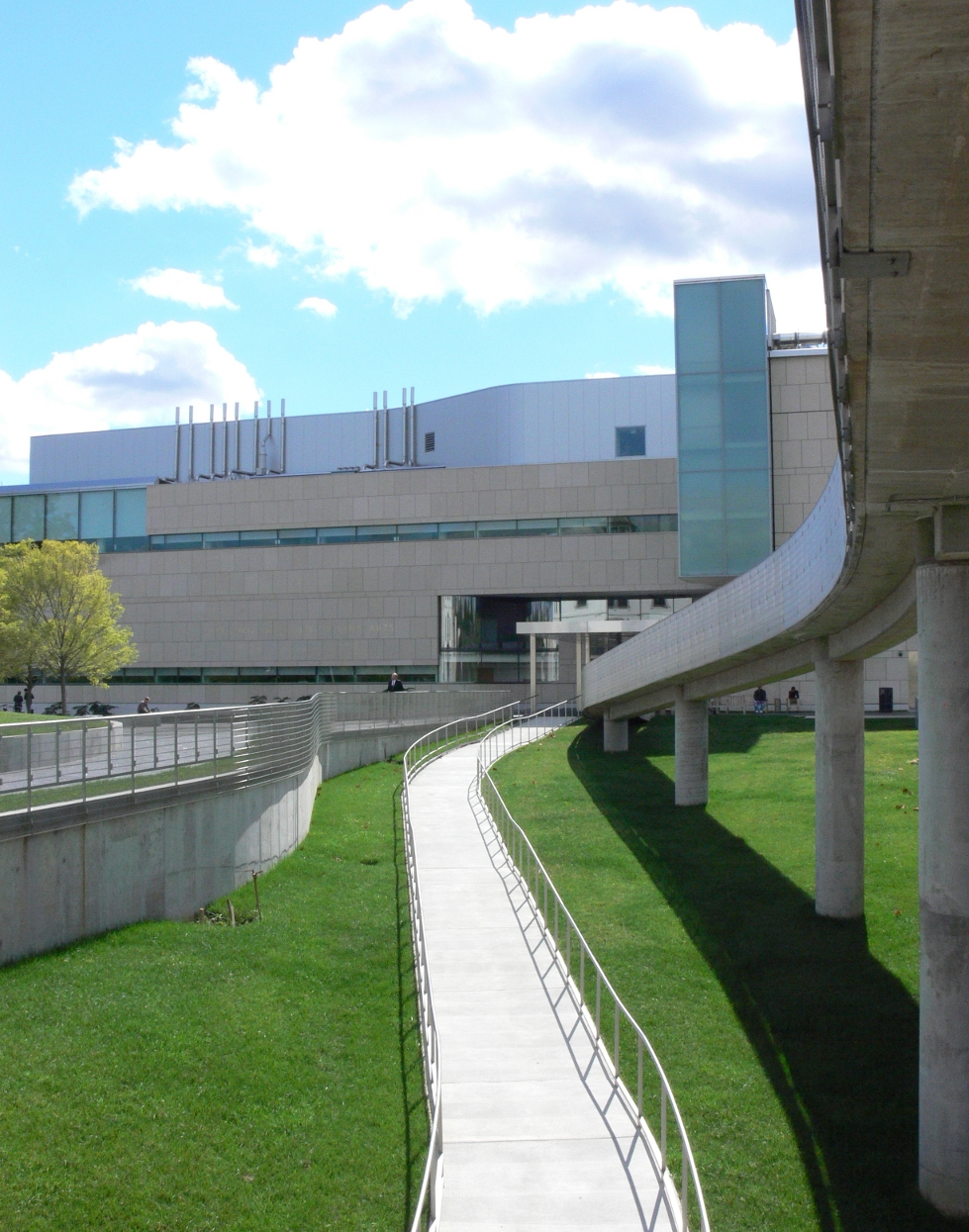
Virginia Museum of Fine Arts

Virginia Museum of Fine Arts ist ein Kunstmuseum in Richmond.
Das Museum eröffnete 1936. Eigentümer des Museums ist der US-amerikanische Bundesstaat Virginia. Das Museumsgebäude wurde 1934 vom US-amerikanischen Architekten Merrill Lee entworfen.

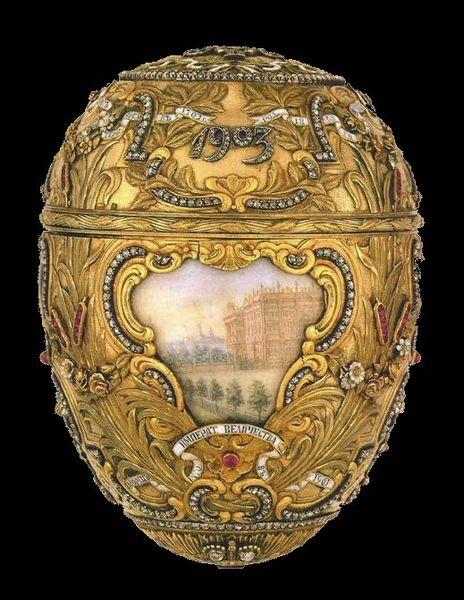
Das Fabergé-Ei Peter der Große.

1947 erhielt das Museum die Sammlung des US-amerikanischen Unternehmers John Lee Pratt. Zu dieser Sammlung gehörten unter anderem fünf Fabergé-Eier. Von 1948 bis 1968 war Leslie Cheek, Jr. Museumsdirektor.

## Galerie

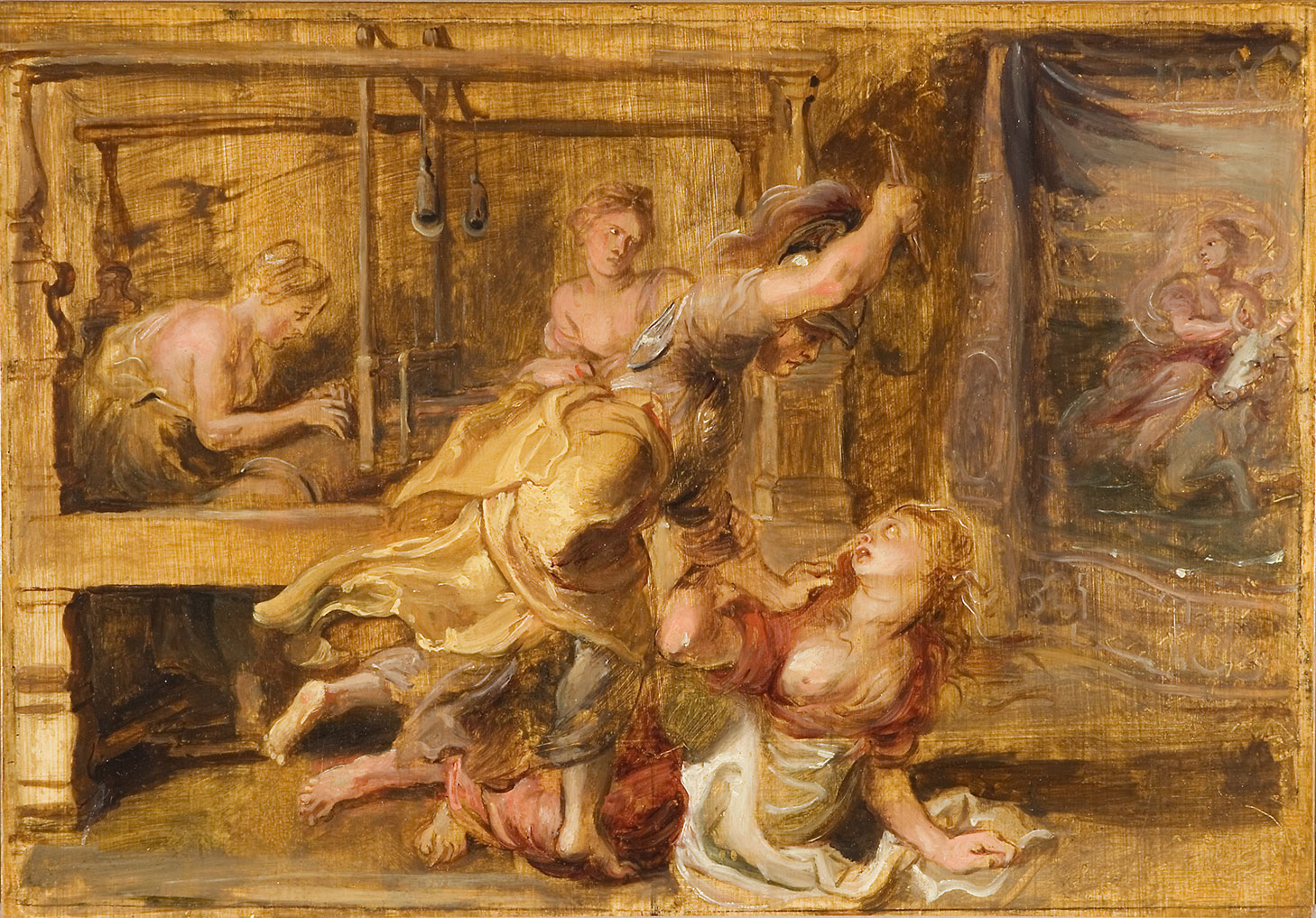
Peter Paul Rubens, Studie von Pallas und Arachne, 1636–1637
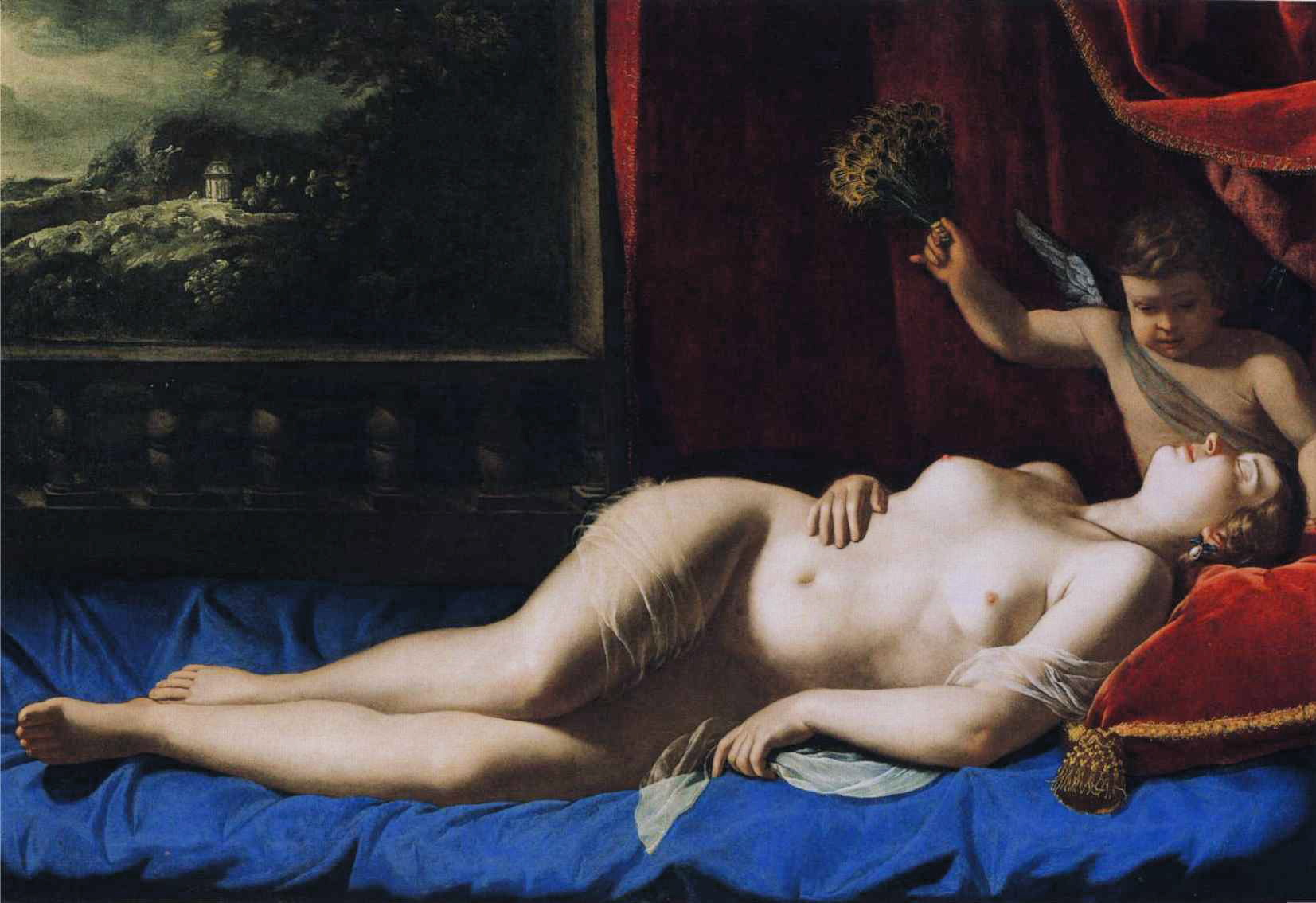
Artemisia Gentileschi, Cupid und Venus
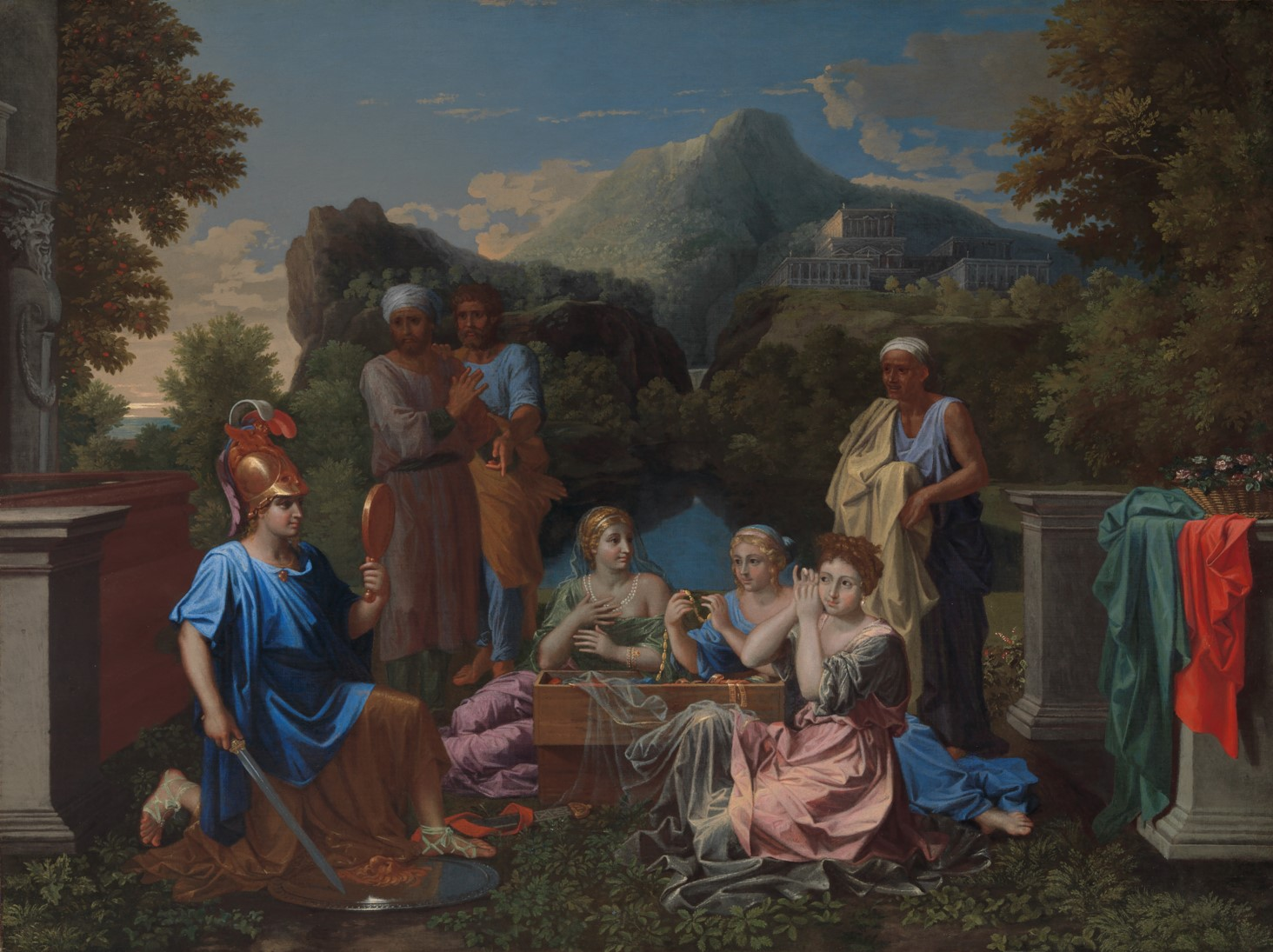
Nicolas Poussin, Achilles auf Skyros, 1656
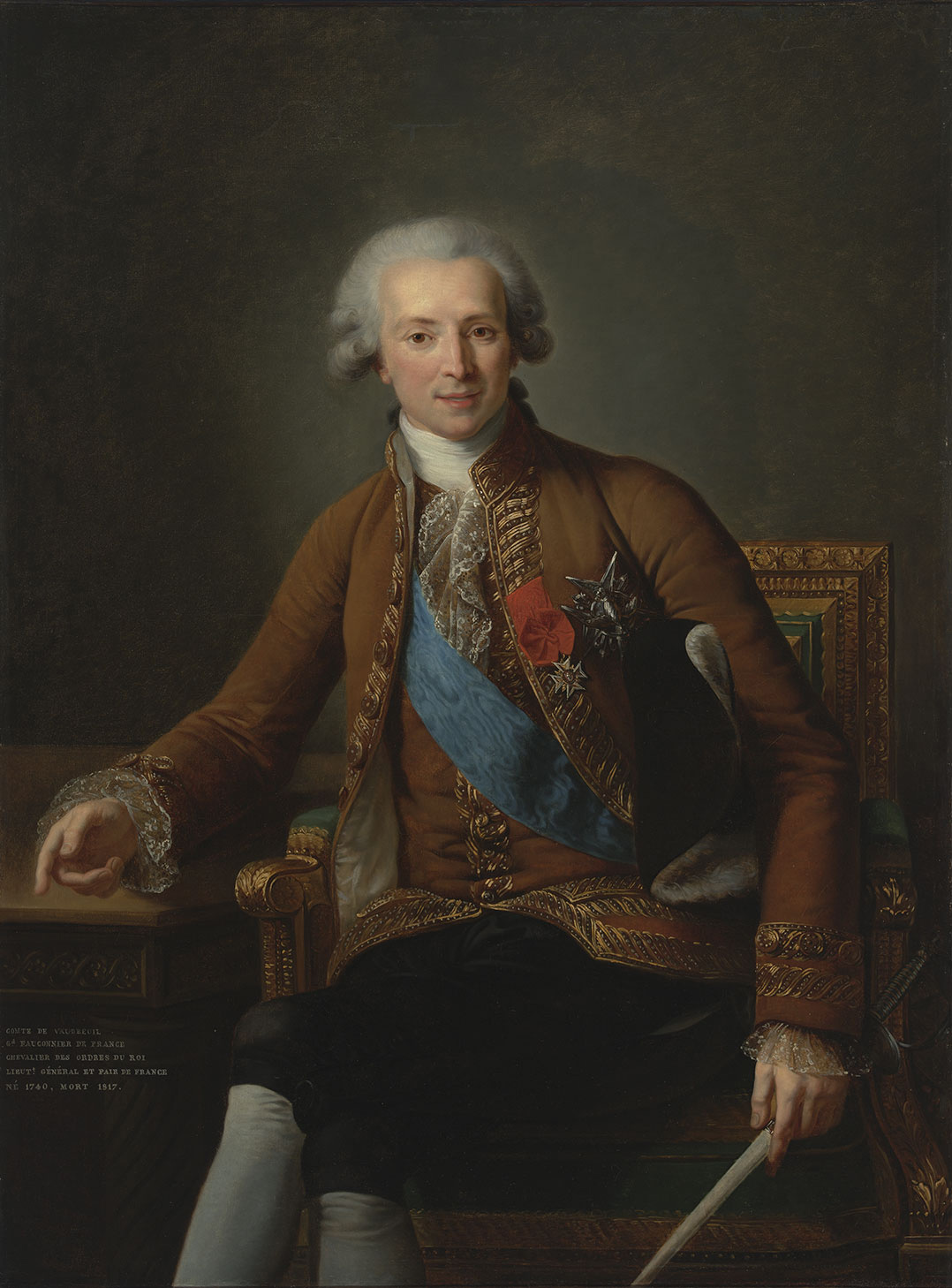
Élisabeth Vigée-Lebrun, Porträt der Comte de Vaudreuil, 1784
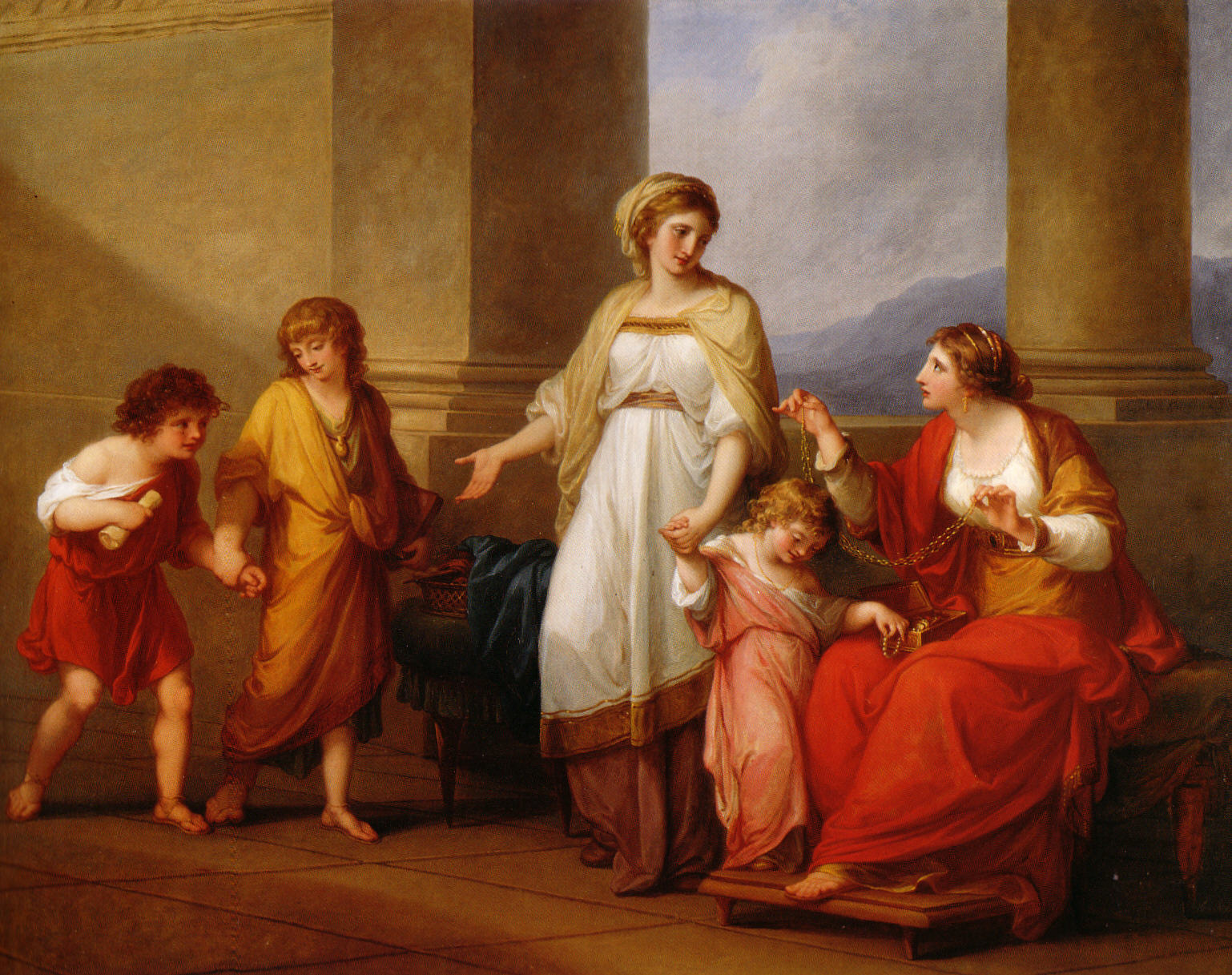
Angelica Kauffmann, Cornelia, Mutter der Gracchen, 1785
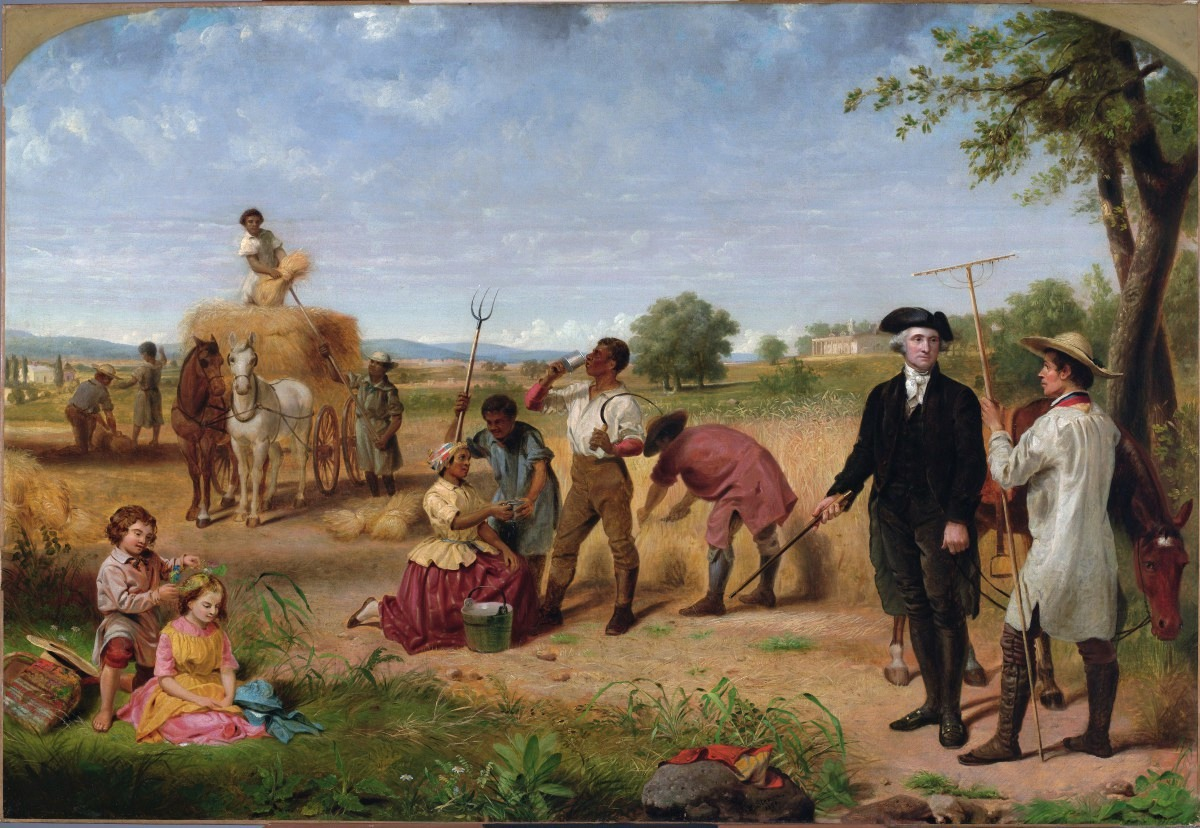
Junius Brutus Stearns, Washington als Landwirt am Mount Vernon, 1851
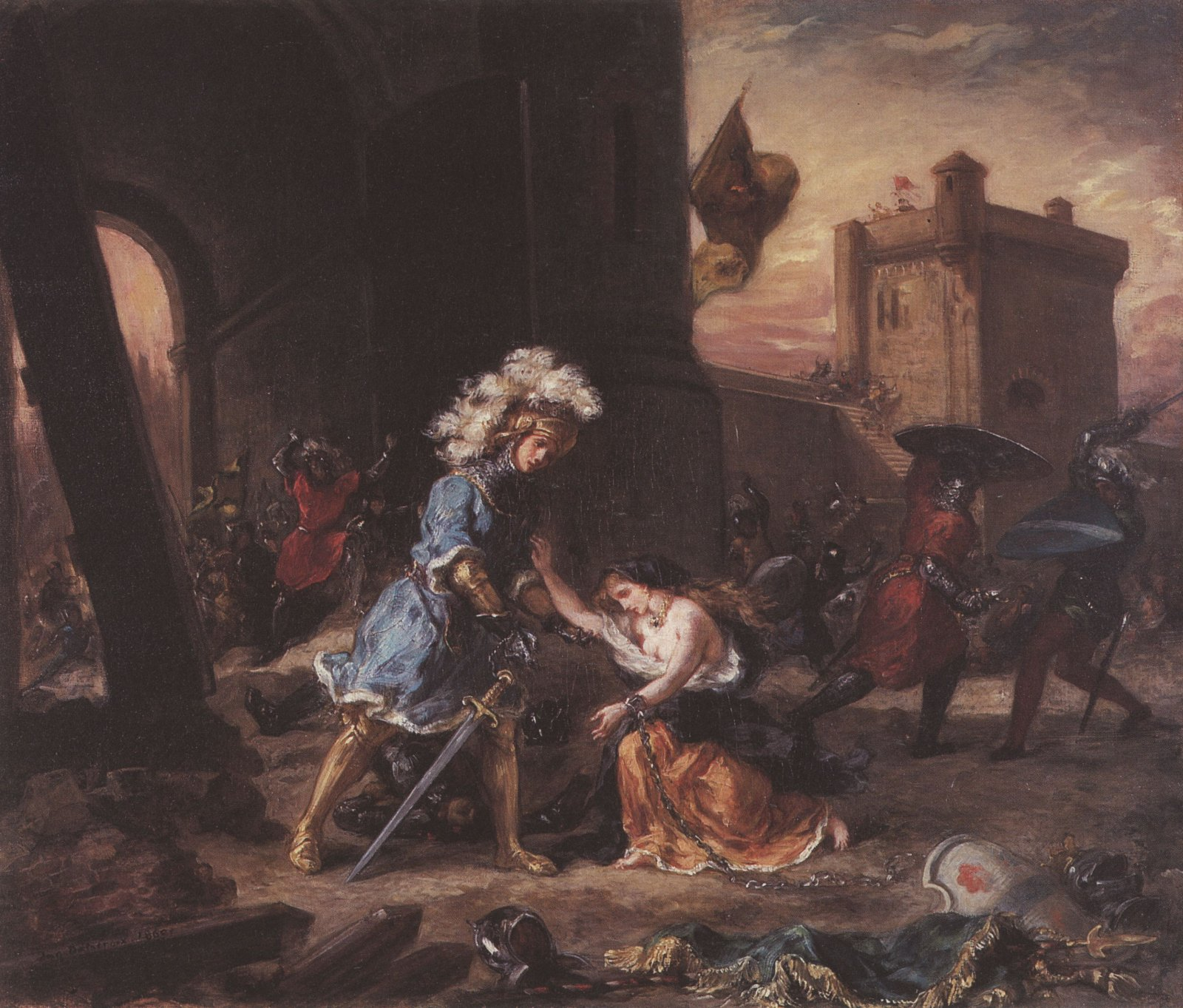
Eugène Delacroix, Amadis Delivers Prinzessin Olga vom Galpans Schloss, 1860
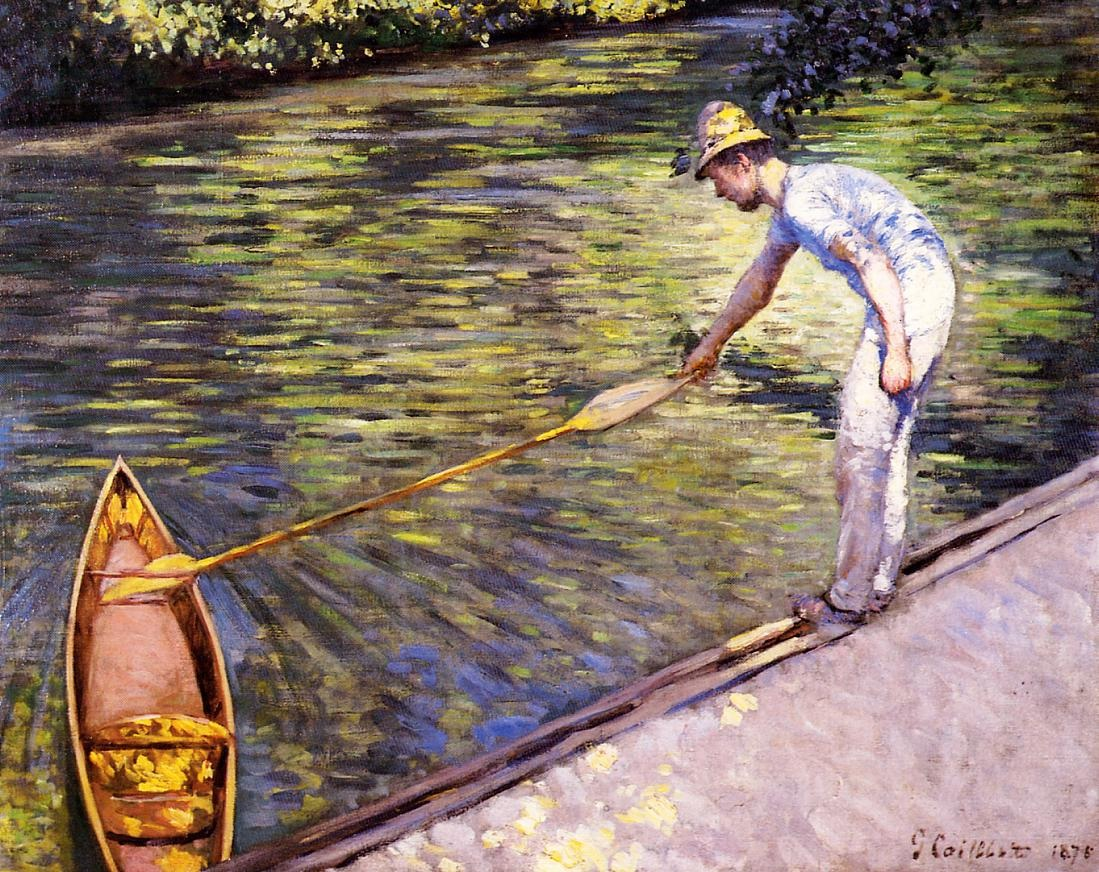
Gustave Caillebotte, Canotier ramenant sa périssoire, 1878
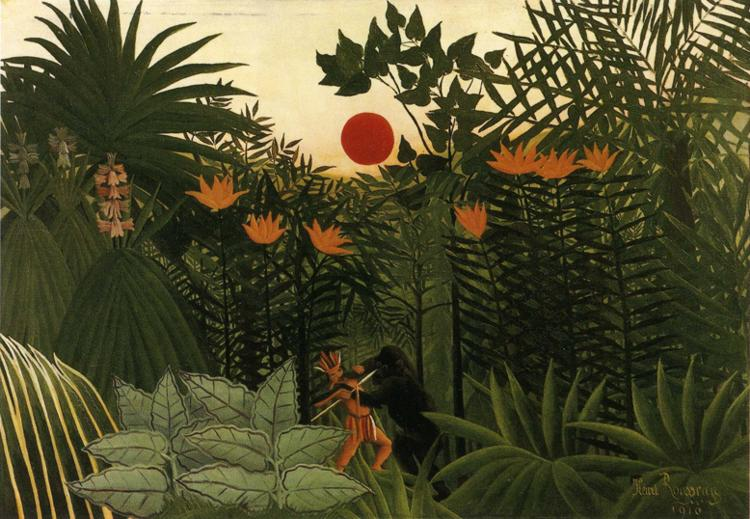
Henri Rousseau, Kampf zwischen Gorilla und Indianer, 1910
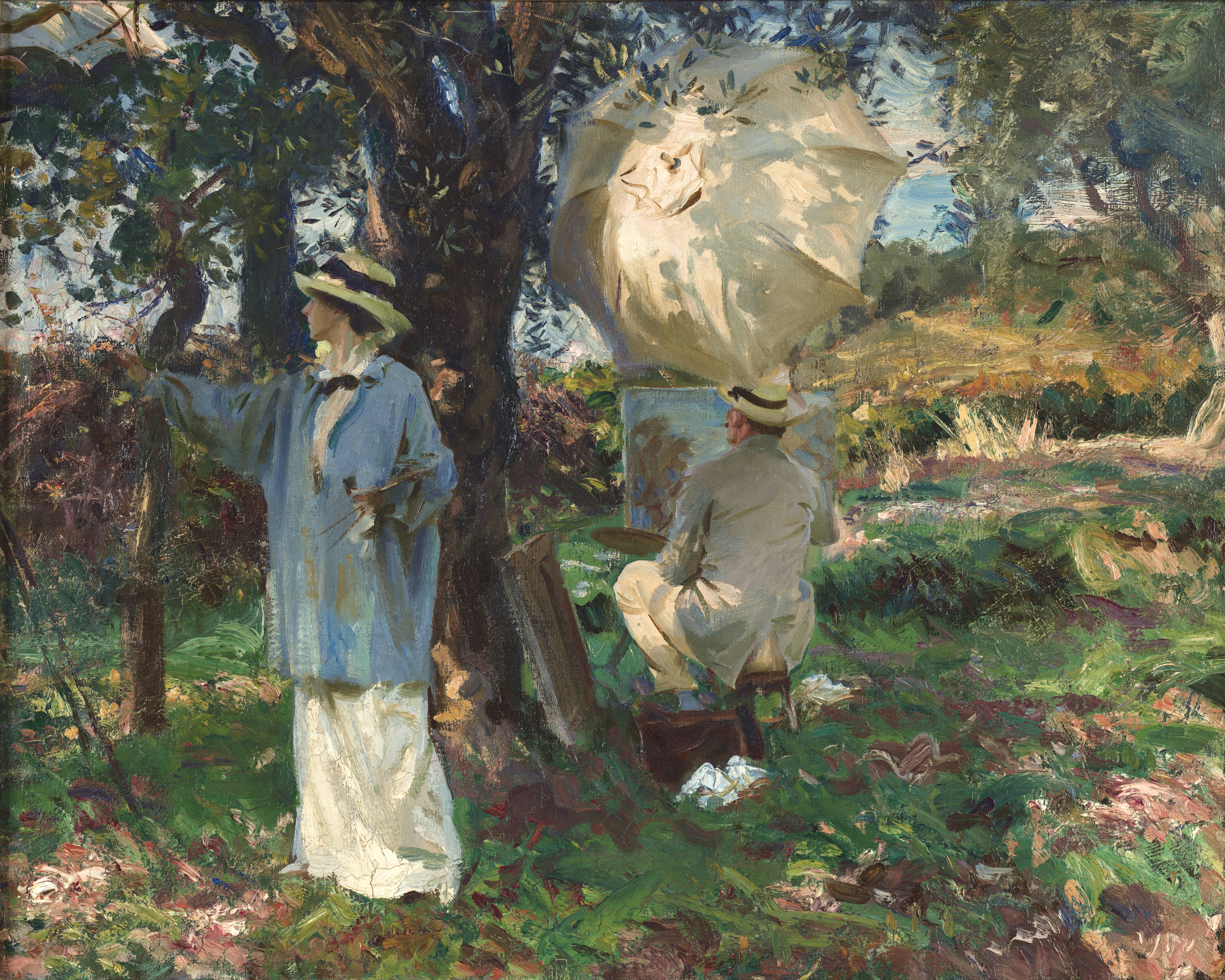
John Singer Sargent, The Sketchers, 1913.